# Rui de Brito Patalim
Rui de Brito Patalim foi um fidalgo, militar e administrador colonial português.
Foi capitão-mor de Sofala entre Fevereiro de 1508 a 1509.
Em 15 de Agosto de 1511, participou da Conquista de Malaca por Afonso de Albuquerque, onde tornou-se capitão da Fortaleza de Malaca e manteve boas relações com vários governantes da região.
Em 1514 regressou a Índia e posteriormente a Portugal.